# Sara Holmsten
Sara Holmsten, född 1713, död 1795, var en svensk herrnhutare. 
Hon skrev i enlighet med seden inom herrnhutismen sin självbiografi. Hennes självbiografi från 1787 anses höra till de historiskt sett mest intressanta herrnhutiska levnadsberättelserna. 
Sara Holmsten var dotter till en bonde på Åland och var efter ryssarnas härjningar på Åland under stora nordiska kriget tvungen att tigga för att överleva. Hon försörjde sig senare som piga och fabriksarbetare i Stockholm innan hon på 1750-talet blev medlem i den herrnhutismen, där hon arbetade för rörelsens ledande medarbetare.